# Gyökérrágó lepkék
Az gyökérrágó lepkék (Exoporia) a lepkék (Lepidoptera) rendjébe, a valódi lepkék (Glossata) alrendjébe tartozó klád, amit a Mnesarchaeoidea és a Hepialoidea öregcsaládok alkotnak (Kristensen, 1999; Nielsen et al., 2000) jelenleg 68 nemmel és legalább 625 fajjal.

## Származásuk, elterjedésük
Testvércsoportjuk a Heteroneura alrendág. A két alrendág nagyjából a kora kréta kor barremi korszakában, tehát úgy 125–130 millió éve különült el (Varga). Ennyire idős kládról lévén szó, a gyökérrágó lepkék azóta gyakorlatilag az egész bioszférát benépesítették.

## Megjelenésük, felépítésük
Megkülönböztető bélyegük a nőstények egyedi szaporító szervrendszere. Ennek jellegzetes autapomorf bélyege, hogy a végbélnyílás, a peterakó nyílás és a párzónyílás is külön-külön nyílik, mert az ostium bursae és az ovipore között van egy külsődleges barázda, ami a spermát a petéhez juttatja, ellentétben a kettős ivarnyílású lepkék (Ditrysia) belső ductus seminalisával (Nielsen et al., 2000) vagy az egy ivarnyílású lepkékkel, amelyek párzó és peterakó testrészei a potrohon közös nyílásba (kloákába) torkollanak.

## Kapcsoló cikkek
- Heteroneura
- Monotrysia
- Ditrysia

## Fordítás
- Ez a szócikk részben vagy egészben az Exoporia című angol Wikipédia-szócikk ezen változatának fordításán alapul.  Az eredeti cikk szerkesztőit annak laptörténete sorolja fel. Ez a jelzés csupán a megfogalmazás eredetét és a szerzői jogokat jelzi, nem szolgál a cikkben szereplő információk forrásmegjelöléseként.